# A&M Records
A&M Records je americká nahrávací značka, vlastněná společností Universal Music Group a provozovaná jako jedna ze tří značek společnosti UMG's Interscope-Geffen-A&M.

## Historie společnosti

### Začátky
A&M Records založili v roce 1962 Herb Alpert a Jerry Moss. Původní název nové firmy byl „Carnival Records“ a pod touto značkou vydali dva singly. Společnost pak byla přejmenována na “A&M,” podle začátečních písmen ve jménech Alpert a Moss. Od roku 1966 do roku 1999 byla společnost vedena z historického studia Charlie Chaplina na adrese 1416 N. La Brea Avenue, poblíž Sunset Boulevard v Hollywoodu, Kalifornii.
V průběhu 60. a 70. let byla firma A&M mezi vedoucími dodavateli ‘lehké’ pop music, s takovými umělci jako: Herb Alpert & the Tijuana Brass, Baja Marimba Band, Burt Bacharach, Sergio Mendes & Brasil ’66, Carpenters, Captain and Tennille, Fairport Convention a Paul Williams. Firma A&M v tomto období propagovala různorodé druhy hudby, včetně folkových legend Joan Baez, We Five (které sám Alpert objevil ve folkovém klubu v SAn Francisku), dále to byli The Brothers Johnson a Rita Coolidge, kteří u firmy setrvali i následujících 12 let. Podle výrobní a distribuční smlouvy s Ode Records, společnost A&M vydávala alba Carole King a komediální dvojice Cheech and Chong.
První vydání společnosti A&M ve Velké Británii byly realizovány prostřednictvím EMI a její značky Stateside Records a později pod vlastní značkou Pye Records, až do roku 1967. A&M Records, Ltd. byla založena v roce 1970, s distribucí zajišťovanou v Evropě prostřednictvím jiných značek. A&M Records of Canada, Ltd. byla též založena v roce 1970 a A&M Records of Europe v roce 1977. Během deseti let se A&M stala největší nezávislou nahrávací společností v USA. V roce 1979 se firma A&M spojila s distribuční společností RCA Records, (která se později stala součástí distribuční sítě BMG), avšak zůstala ve vlastnictví Alperta a Mosse.
Úspěchy A&M přetrvaly i v 80. letech, kdy u společnosti nahrávali taková umělci jako: Joe Cocker, Janet Jacksonová, Atlantic Starr, Procol Harum, Spooky Tooth, Nazareth, The Tubes, Styx, The Police, Suzanne Vega, Supertramp, Annabel Lamb, Bryan Adams, Joe Jackson a Peter Frampton.
V průběhu let A&M přidala specializované známky: Almo International pro střední proud, Omen Records (1964–1966)pro soul, pro jazz (1974–1978) AyM Discos, latinskoamerická divize Vendetta Records (1988–1990) jako známka taneční hudby a Tuff Break Records pro hip hop (1994–1995).

### Éra PolyGramu
A&M byla v roce 1989 prodána PolyGramu za 500 milionů dolarů. Alpert a Moss pokračovali v řízení společnosti až do roku 1993, kdy opustili PolyGram po nátlaku, kterým se měla A&M začlenit do struktur PolyGramu podle jejich představ. V prodejní smlouvě PolyGramu byla zakotvena výhrada doložky celistvosti, která jim zaručovala ovlivňování image společnosti až do roku 2009. V roce 1998 Alpert a Moss zažalovali PolyGram pro porušení doložky celistvosti.
V průběhu 90. let pokračovala společnost ve vydávání kritikou a posluchači kladně přijímaných alb umělců Soundgarden, Extreme, Amy Grant, John Hiatt, Sting, Blues Traveler, Barry White a Aaron Neville, stejně tak jako nových umělců Sheryl Crow, Therapy?, CeCe Peniston a Gin Blossoms. Společnost rozšířila svou kolekci soundtracků o hudbu k filmům Robin Hood: Prince of Thieves, 'The_Three_Musketeers, Sabrina, The Living Sea, Demolition Man, Lethal Weapon 3 a nezávislou produkci Empire Records.

### A&M pod Universal Music Group
V roce 1998 byl PolyGram koupen společností Seagrams a začleněn do Universal Music Group. A&M byla následně (v rámci Universal Music Group) začleněna do nově formované značky Interscope-Geffen-A&M.

## Sesterské značky

### Bývalé značky
- Shelter Records (In Great Britain, early 1970s)
- Dark Horse Records (1974–1976)
- Ode Records (1970–1975)
- I.R.S. Records (1979–1985)
- Windham Hill Records (and its subsidiary labels) (1982–1985)
- Gold Mountain Ltd. (1983–1985)
- Word Records (and its subsidiary labels: Exit, Myrrh, Live Oak) (1985–1990)
- Nimbus Records (1987–1990)
- Delos (1988–1990)
- Denon (1988–1992)
- Flip (1996–1998)
- TwinTone (1987–1989)
- Cypress Records (1988–1990)
- Tabu Records (1991–1993)
- Heavyweight Records (1998)
- DV8 Records (1995–1998)
- T.W.Is.M (1996–1998)
- ANTRA Records (1998)
- 1500 (1998)

Historie většiny těchto značek je k dispozici na On A&M Records.

### Současné značky
- A&M/Octone Records
- Polydor Records (US distribution of releases from 1994 onwards) - founded in 1924.
- Tropical Records
- will.i.am Music Group